# Керкира (город)
Ке́ркира (греч. Κέρκυρα) — город в Греции, расположенный на восточном побережье острова Керкиры. Административный центр общины (дима) Центральная Керкира и Диапонтии-Ниси, периферийной единицы Керкира и периферии Ионические острова. Население 24 838 человек по переписи 2011 года.
Самыми примечательными сооружениями города являются крепости Палео-Фрурио (XII—XVI вв.) и Нео-Фрурио (XVII в.), в связи с чем город в период средневековья часто именовался Кастрополис (город-крепость).
Керкира является местом пребывания ряда консульских учреждений иностранных государств и духовно-административным центром православной митрополии Керкирской, Паксийской и Диапонтийских островов, а также католической архиепархии Корфу, Занте и Кефалинии.
В 2007 году исторический центр Керкиры включён в список всемирного наследия ЮНЕСКО (объект № 978).

## История
Город был основан в VIII в. до н. э. греческими колонистами из Коринфа. В VII—VI вв. до н. э. город отстоял попытки Коринфа лишить его независимости. Найденные археологами на территории Керкиры остатки древнего храма Артемиды относятся к 590 году до н. э.
За право обладания Керкирой спорили римляне, византийцы, готы, венецианцы, турки, французы, англичане: в 229 году до н. э. Керкира был упомянут как греческий город на территории Римской империи; в период 1204—1210 и 1386—1797 годы город входил в состав Венецианской республики; в 1716 году город был осаждён войсками Османской империи, но благодаря Маттиасу Иоганну фон дер Шуленбургу не был сдан неприятелю.
В 1797 году город стал столицей французского департамента Керкиры, а два года спустя после Средиземноморского похода адмирала Ушакова город и образованная Республика Семи Островов попали под протекторат Российской империи.
С 1807 по 1814 годы город в составе Иллирийской провинции вновь находился в юрисдикции французской Первой империи, а после подписания в 1815 году Парижского мирного договора Керкира, как столица Ионической республики, оказалась под протекторатом Великобритании.
В 1864 году, после образования Греческого государства, город, как и весь остров, были подарены Великобританией греческому королю Георгу I.
Все завоеватели, пытаясь оставить город за собой, строили множество дворцов и крепостей, поэтому Керкира сочетает в себе множество разных культур, в первую очередь — греческую, английскую, французскую и итальянскую.

## Климат
Климат Керкиры относится к средиземноморскому типу со средней температурой лета плюс 33 °C и умеренной влажностью, а также мягкой зимой со средней температурой около или выше плюс 10 °C.
| Показатель                    | Янв. | Фев. | Март | Апр. | Май | Июнь | Июль | Авг. | Сен. | Окт. | Нояб. | Дек. | Год  |
| ----------------------------- | ---- | ---- | ---- | ---- | --- | ---- | ---- | ---- | ---- | ---- | ----- | ---- | ---- |
| Абсолютный максимум, °C       | 20   | 22   | 25   | 27   | 32  | 35   | 42   | 40   | 37   | 32   | 25    | 22   | 42   |
| Средний суточный максимум, °C | 13   | 13   | 15   | 18   | 23  | 27   | 30   | 30   | 27   | 23   | 18    | 15   | 21   |
| Средняя температура, °C       | 9    | 10   | 11   | 14   | 18  | 22   | 25   | 25   | 22   | 18   | 13    | 11   | 16   |
| Средний суточный минимум, °C  | 5    | 5    | 7    | 9    | 13  | 16   | 18   | 18   | 16   | 13   | 10    | 6    | 11   |
| Абсолютный минимум, °C        | −3   | −8   | −2   | 2    | 5   | 11   | 11   | 12   | 7    | 5    | −2    | −2   | −8   |
| Норма осадков, мм             | 160  | 130  | 90   | 60   | 40  | 10   | 0    | 10   | 90   | 140  | 190   | 190  | 1170 |
| Источник: www.weatherbase.com |      |      |      |      |     |      |      |      |      |      |       |      |      |

## Сообщество Керкира
Община Керкира создана в 1866 году (ΦΕΚ 9Α). В сообщество Керкира входят шесть населённых пунктов и три острова. Население 32 095 жителей по переписи 2011 года. Площадь 32,83 квадратного километра.
| Населённый пункт       | Население (2011), человек |
| ---------------------- | ------------------------- |
| Гувья                  | 838                       |
| Керкира                | 24 838                    |
| Кондокалион            | 1660                      |
| Кира-Хрисику           | 563                       |
| Лазарето (остров)      | 0                         |
| Пондиконисион (остров) | 0                         |
| Потамос                | 3840                      |
| Птихия (остров)        | 0                         |
| Темблонион             | 356                       |

## Население
| Год  | Население, человек |
| ---- | ------------------ |
| 1991 | 31 474             |
| 2001 | 30 140             |
| 2011 | ↘ 24 838           |

## Торговля

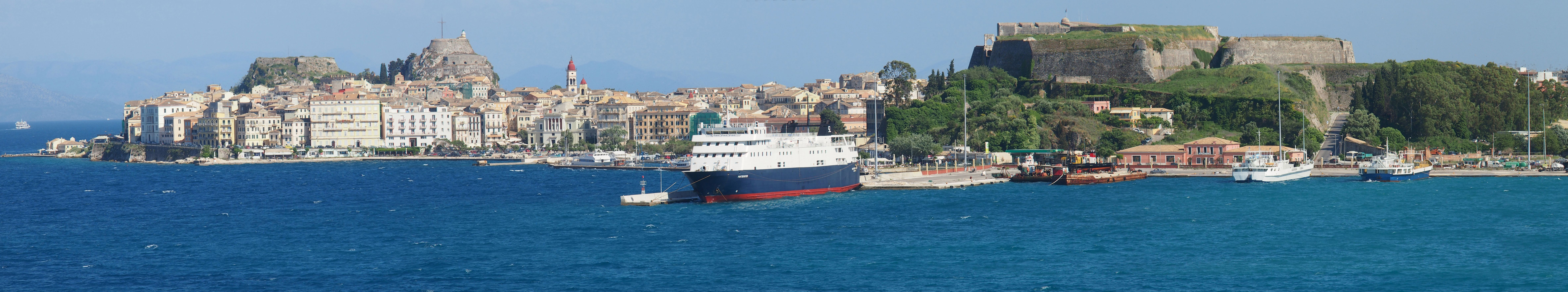
Панорама Керкиры со стороны моря

Ввозятся зерновой хлеб, убойный скот, рис, сахар, кофе, ткани, галантерея, оливковое масло и вино.

## Достопримечательности
Культовые сооружения

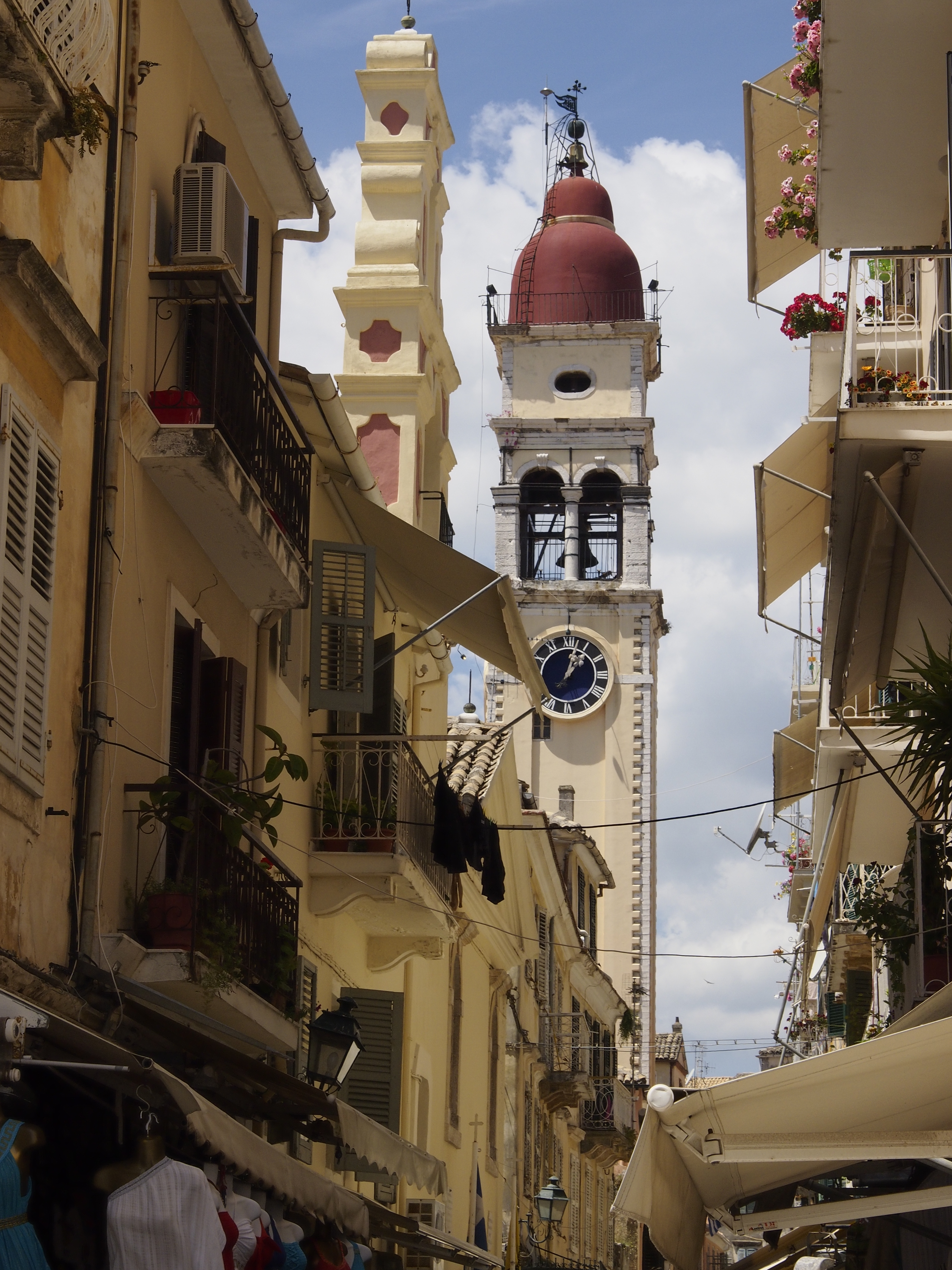
Собор Святого Спиридона
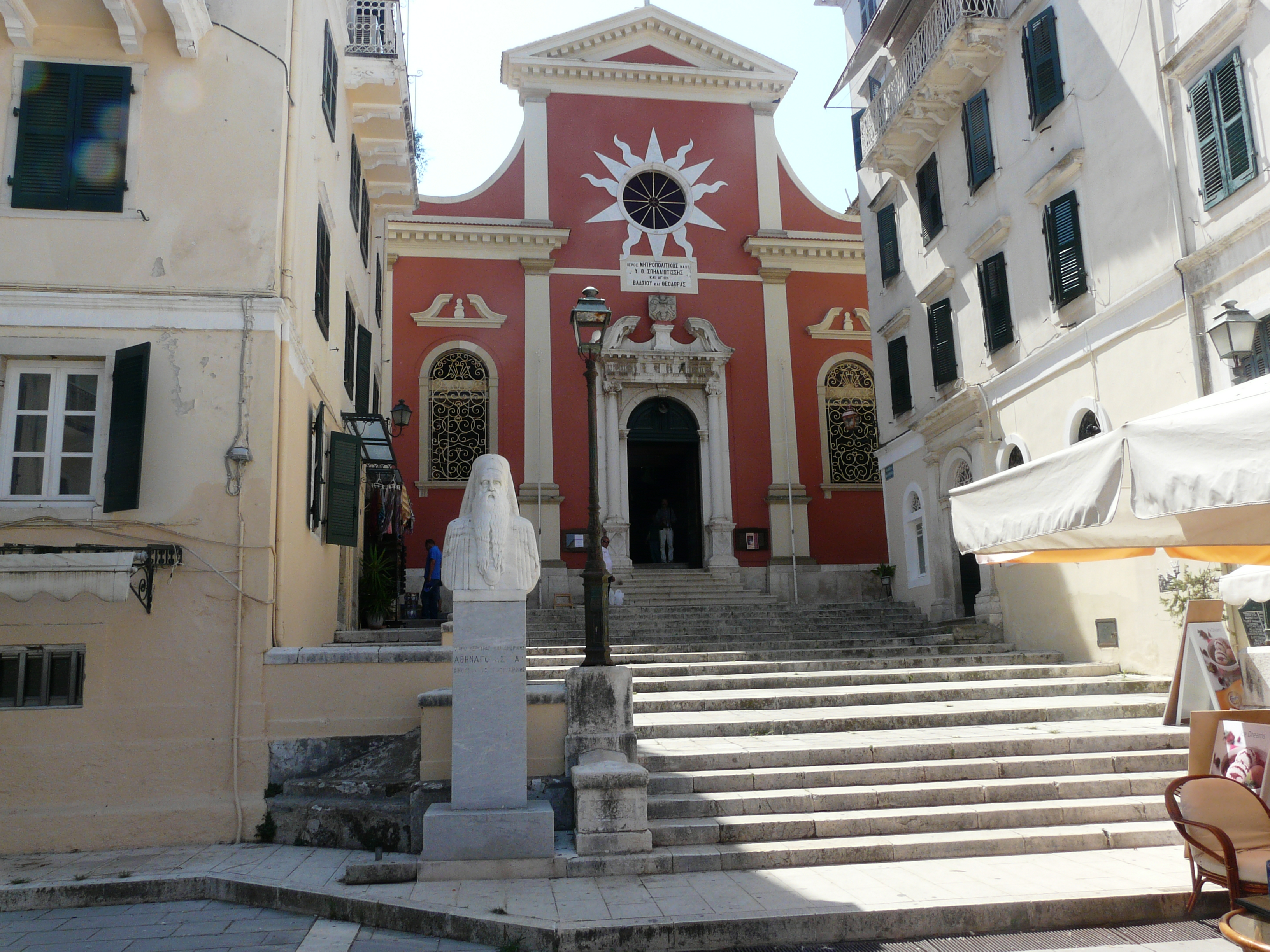
Собор Панагия Спилиотисса
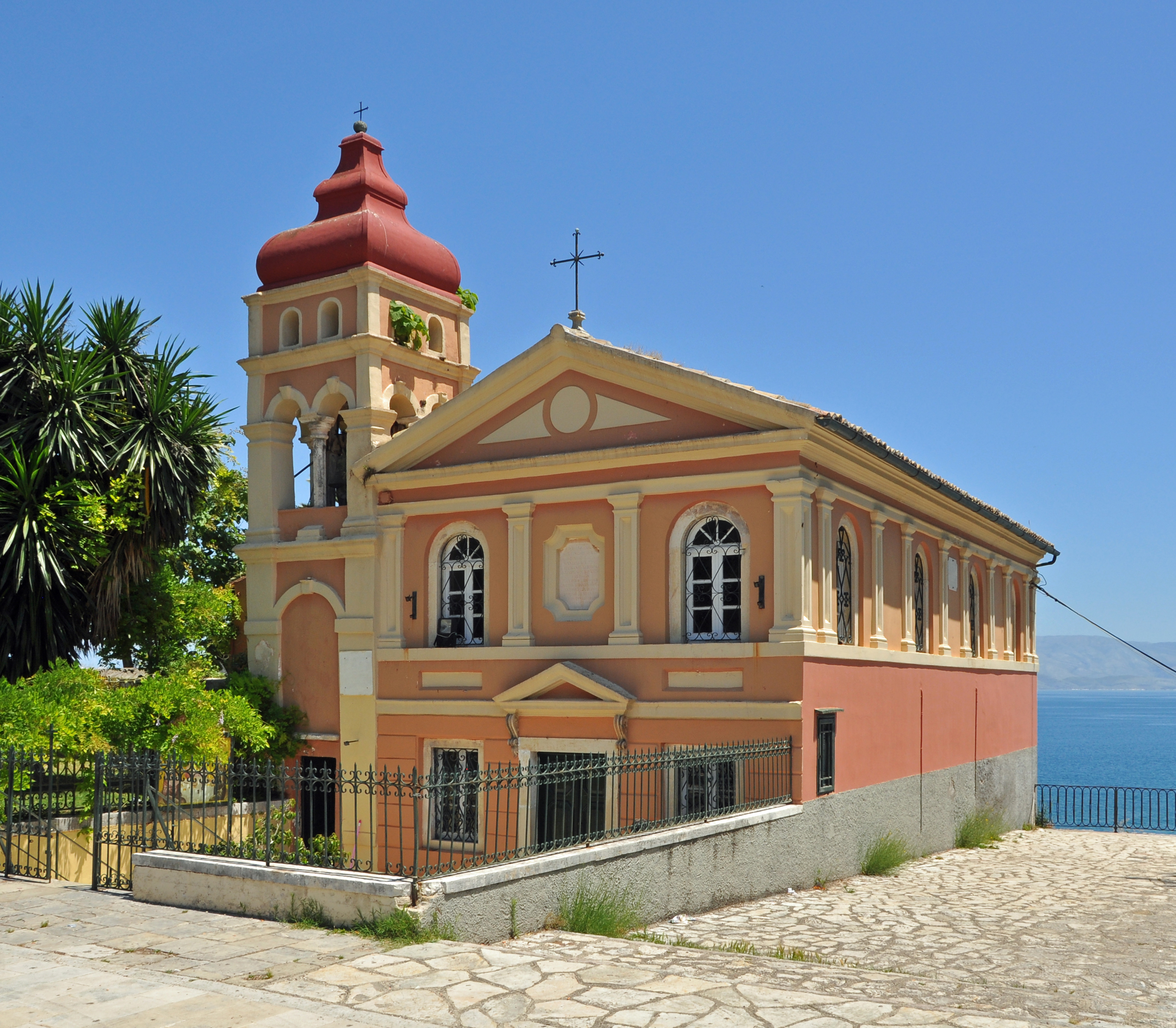
Церковь Панагия Мандракина
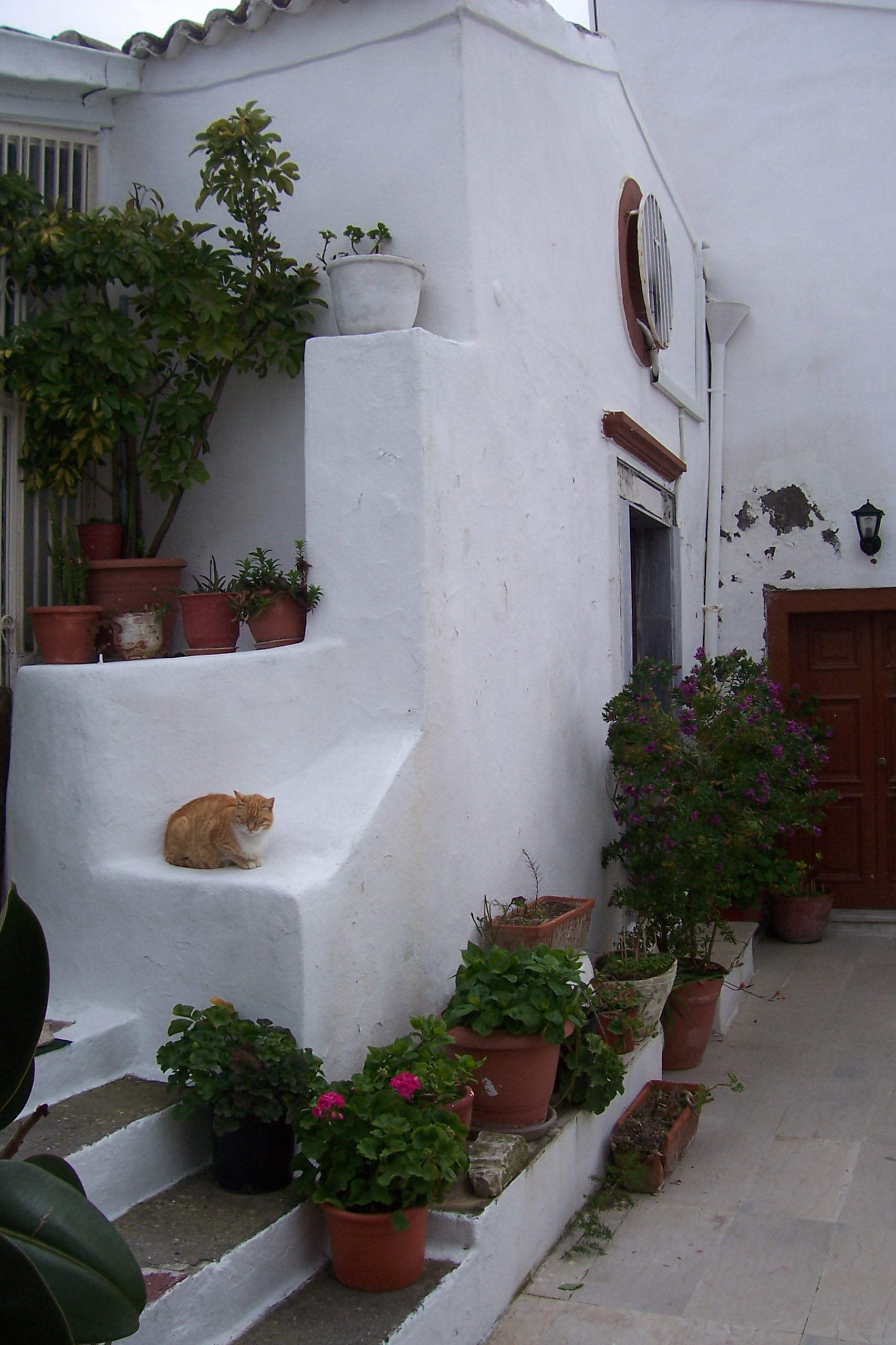
Влахернская церковь

Улицы и площади

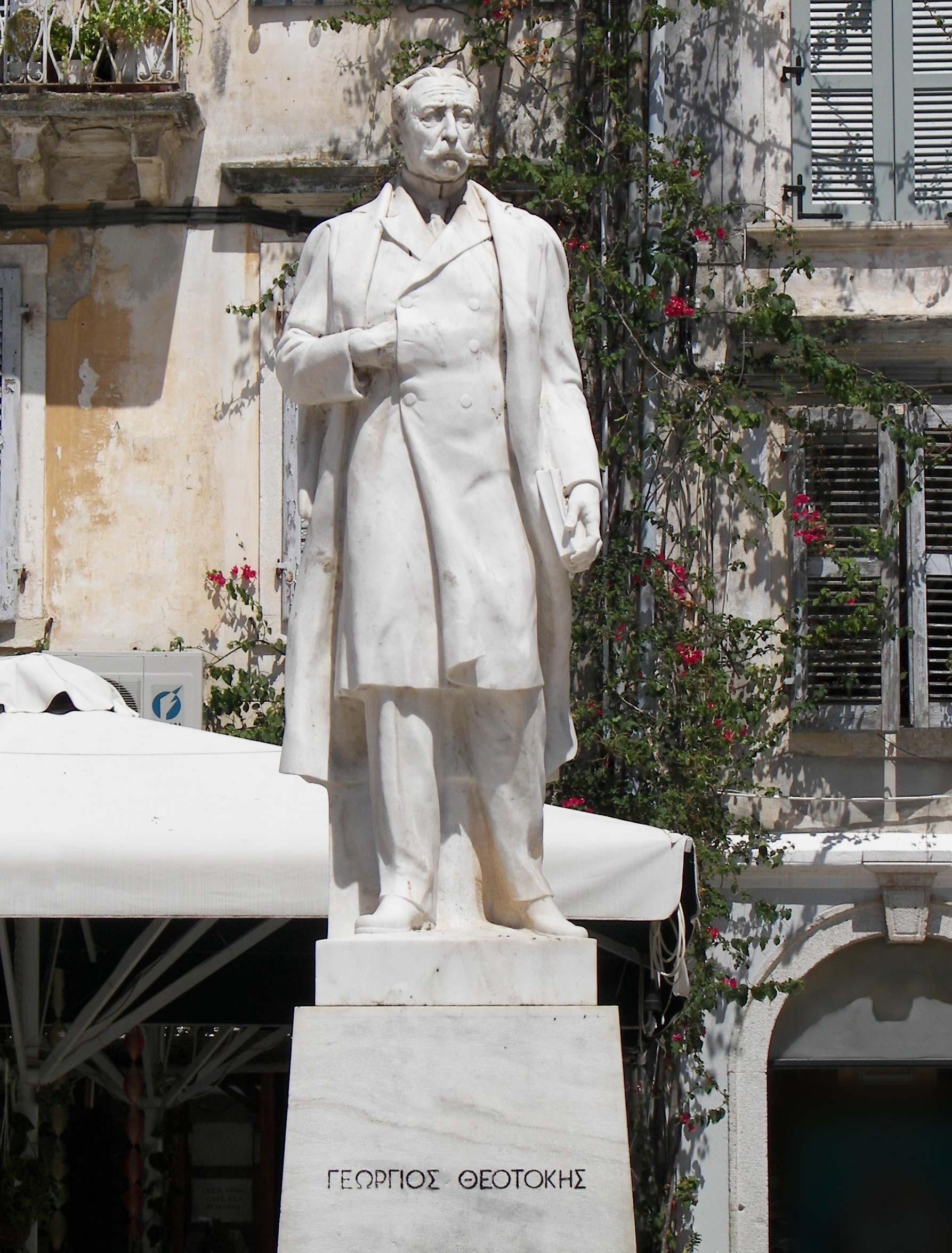
Статуя Георгиоса Теотокиса
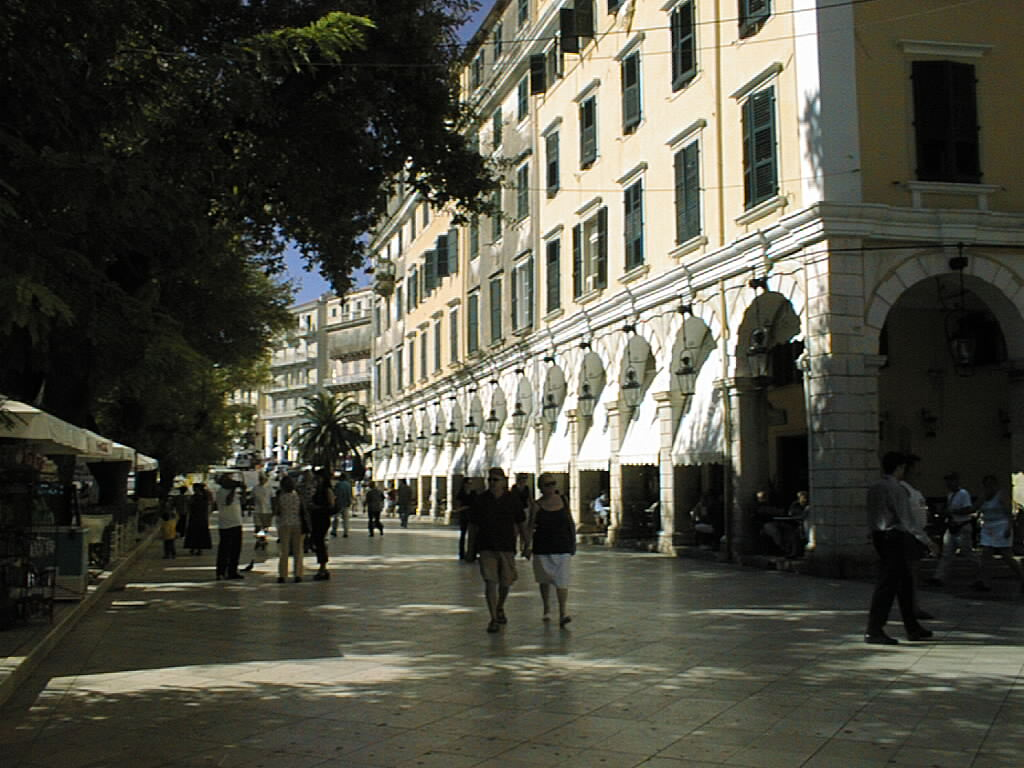
Улица Листон
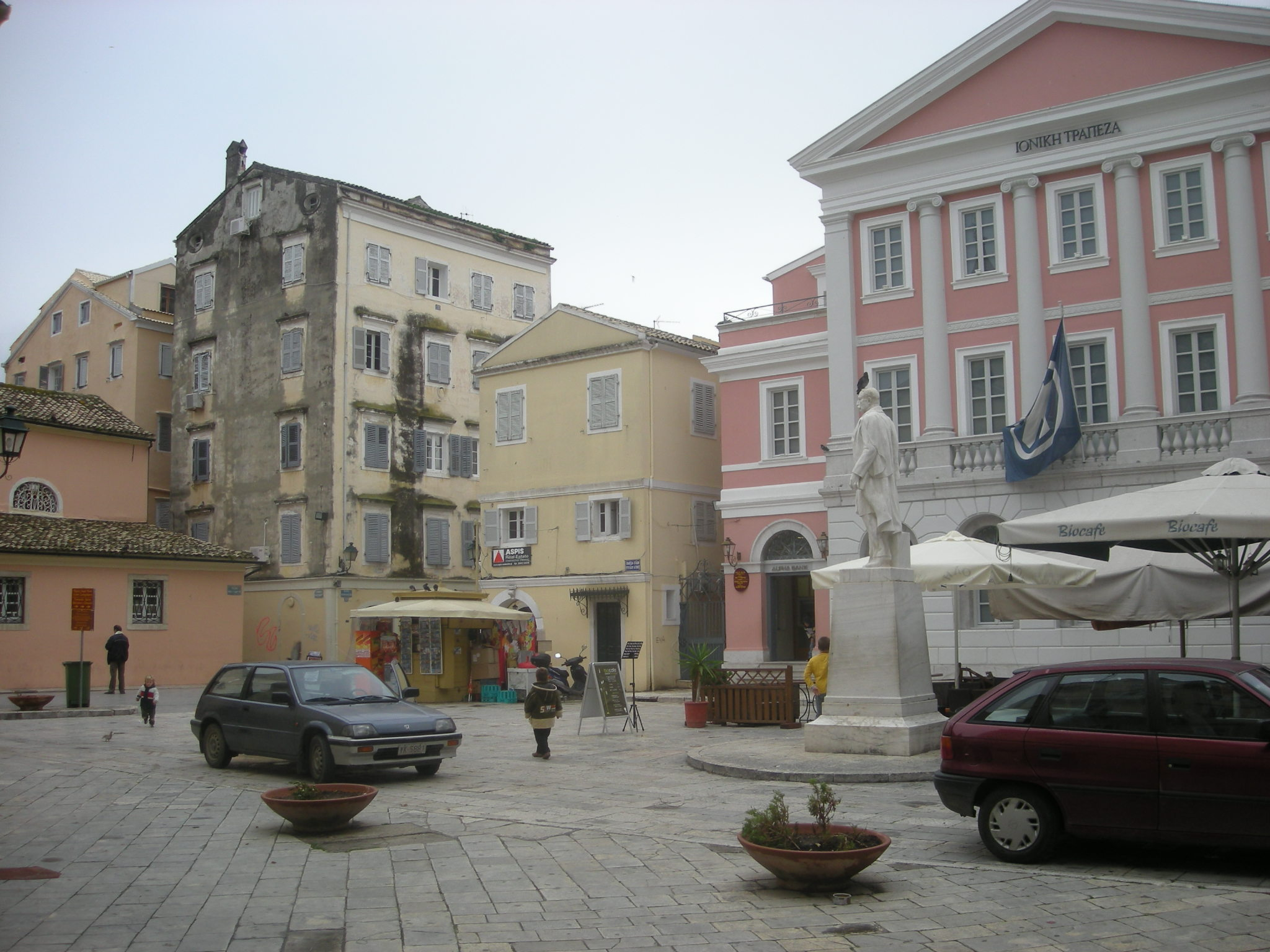
Площадь Ироон-Киприаку-Агон («Герои борьбы киприотов»)
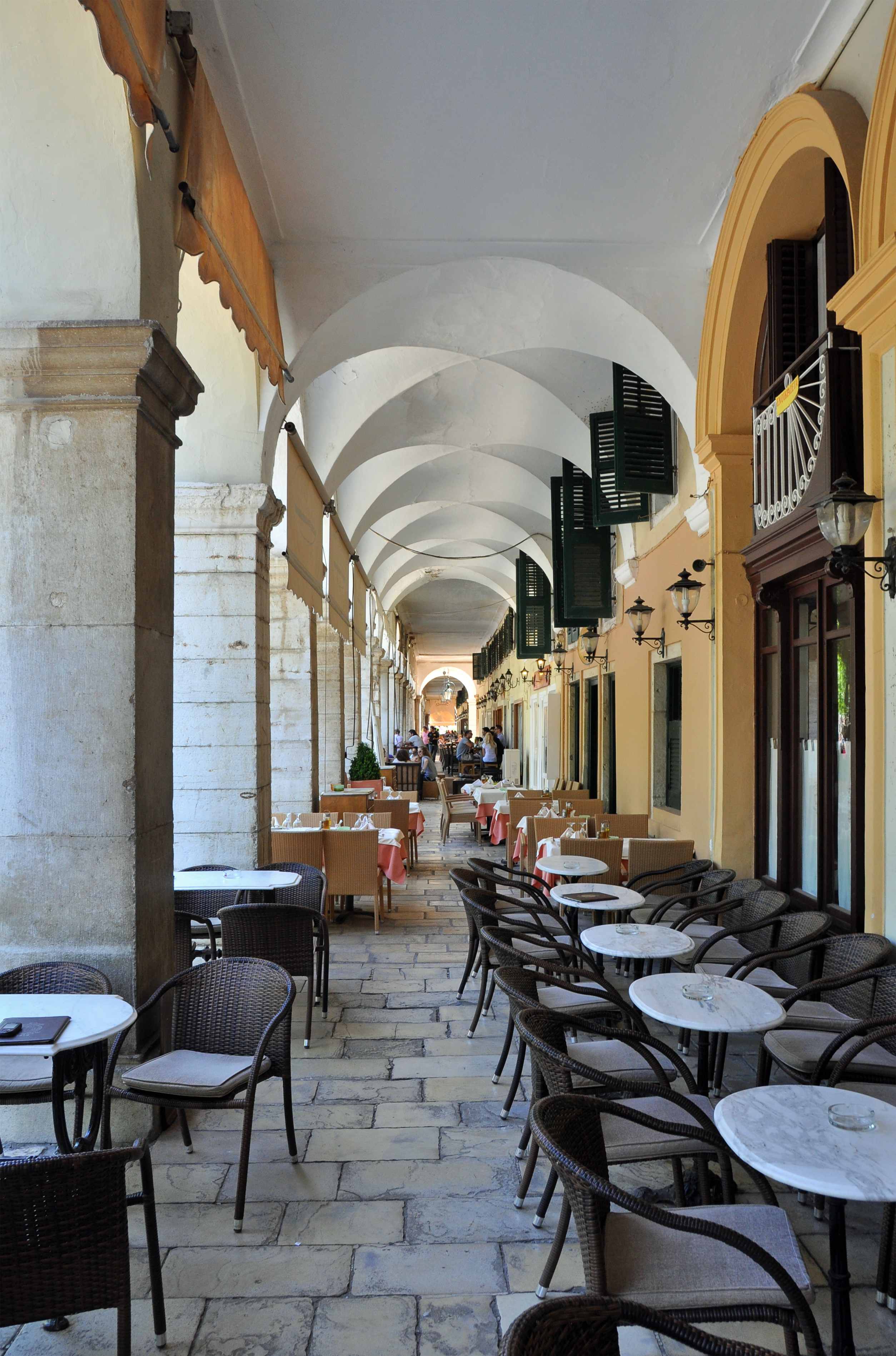
Квартал «Листон»

Крепости и музеи

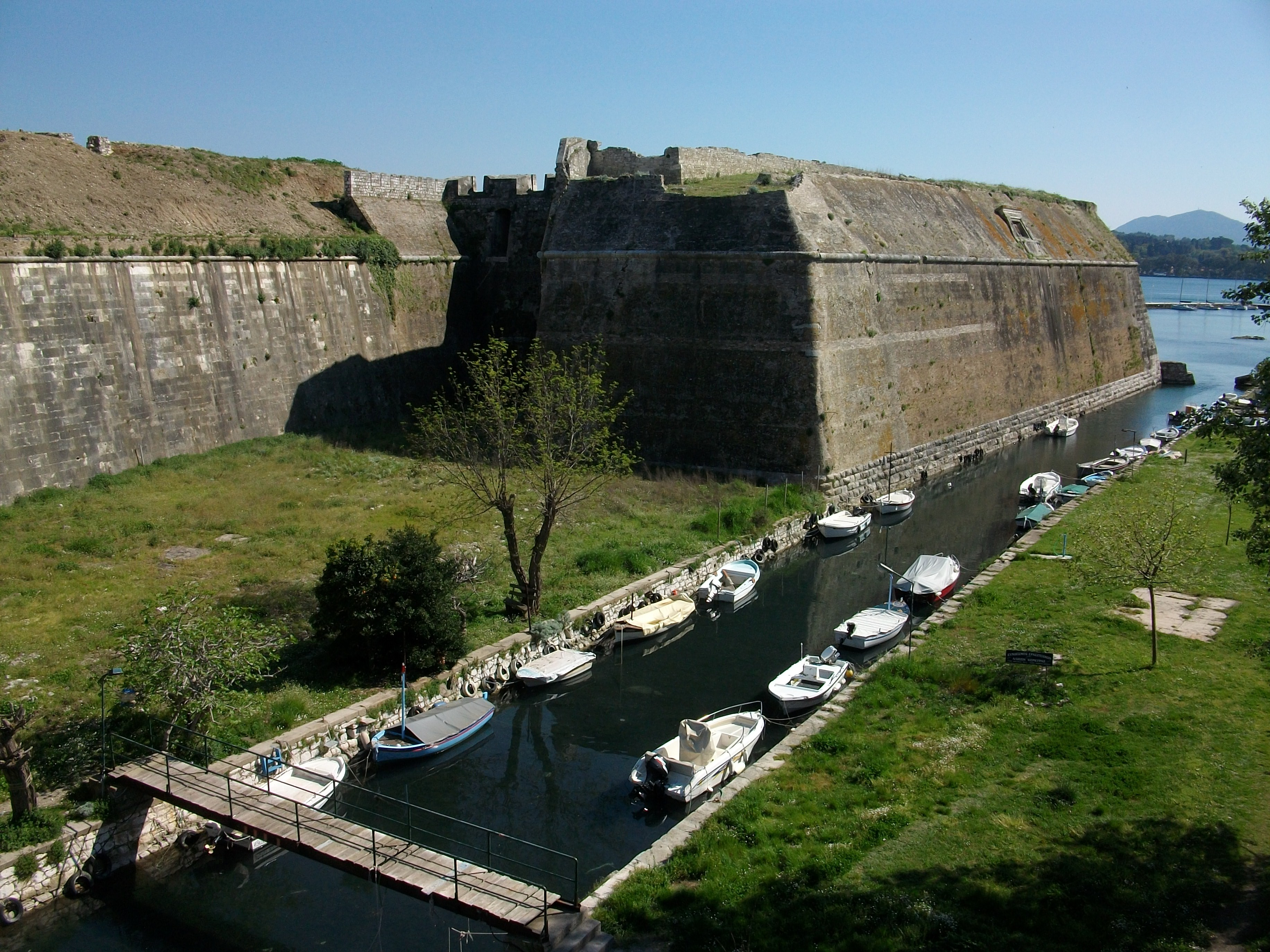
Палео-Фрурио
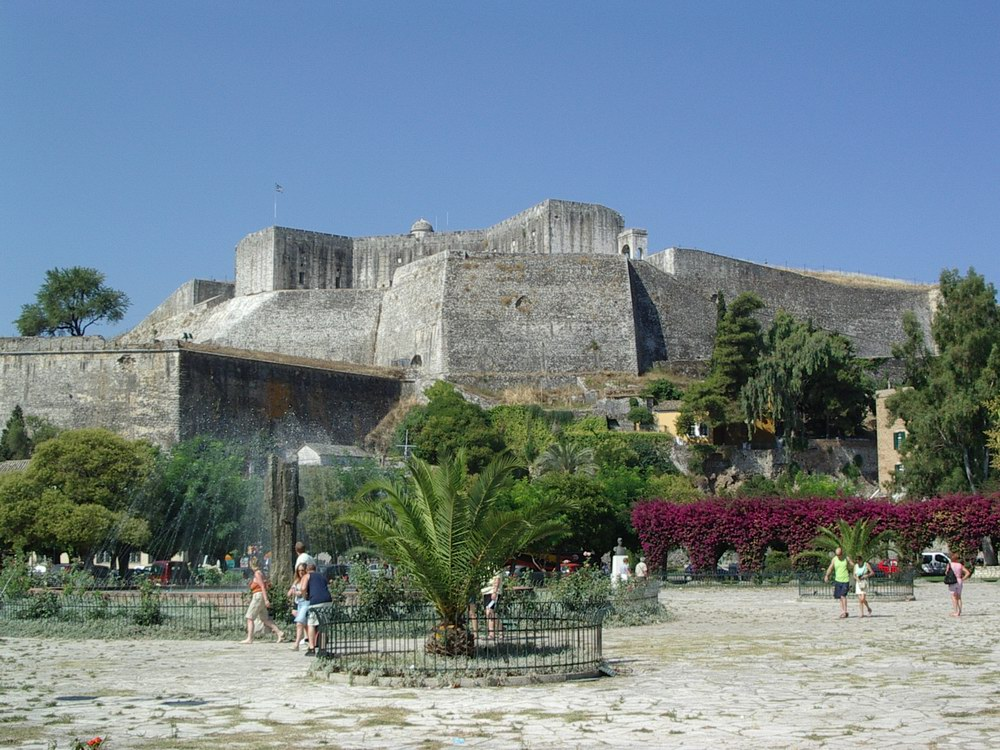
Нео-Фрурио
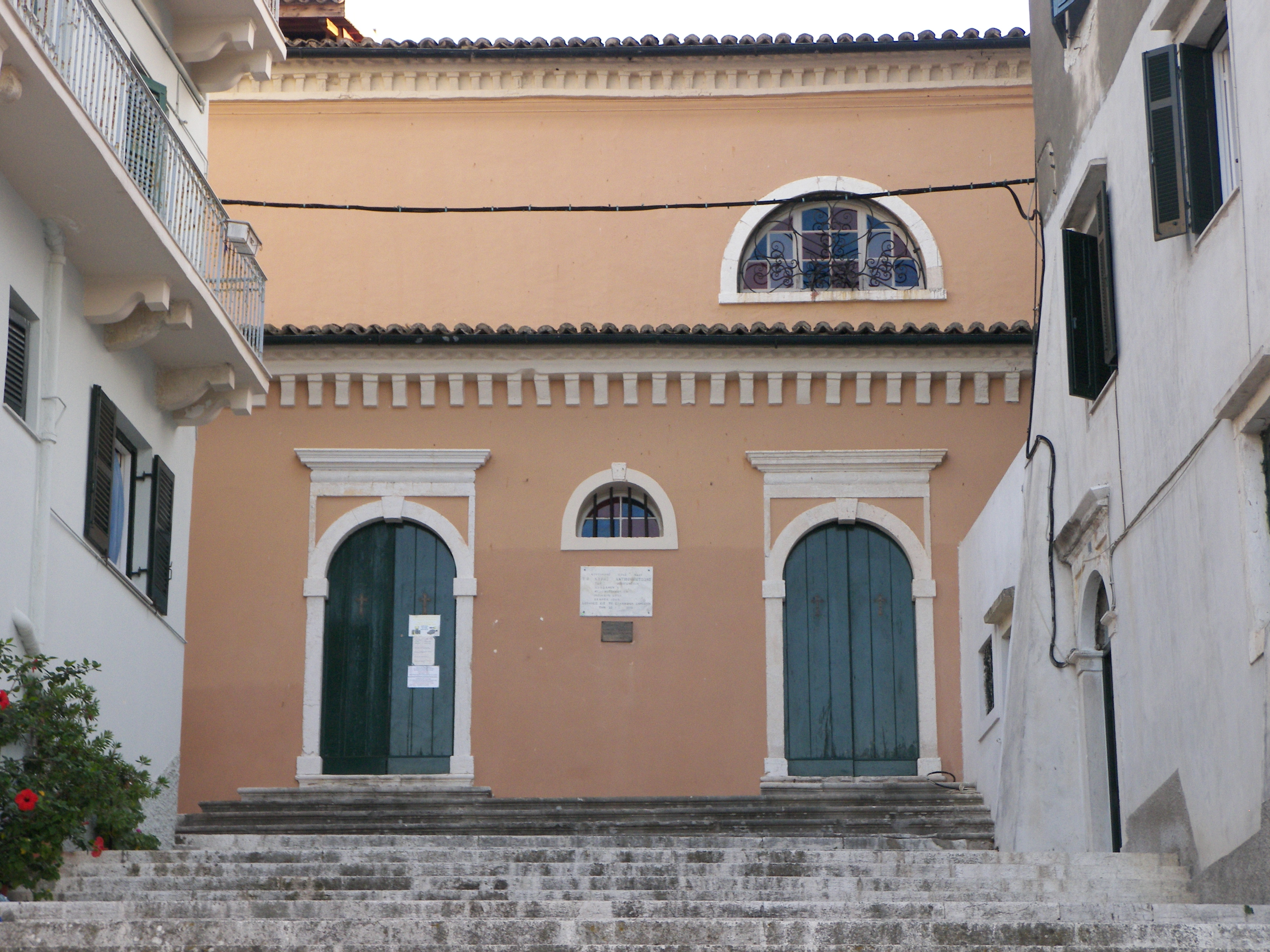
Византийский музей
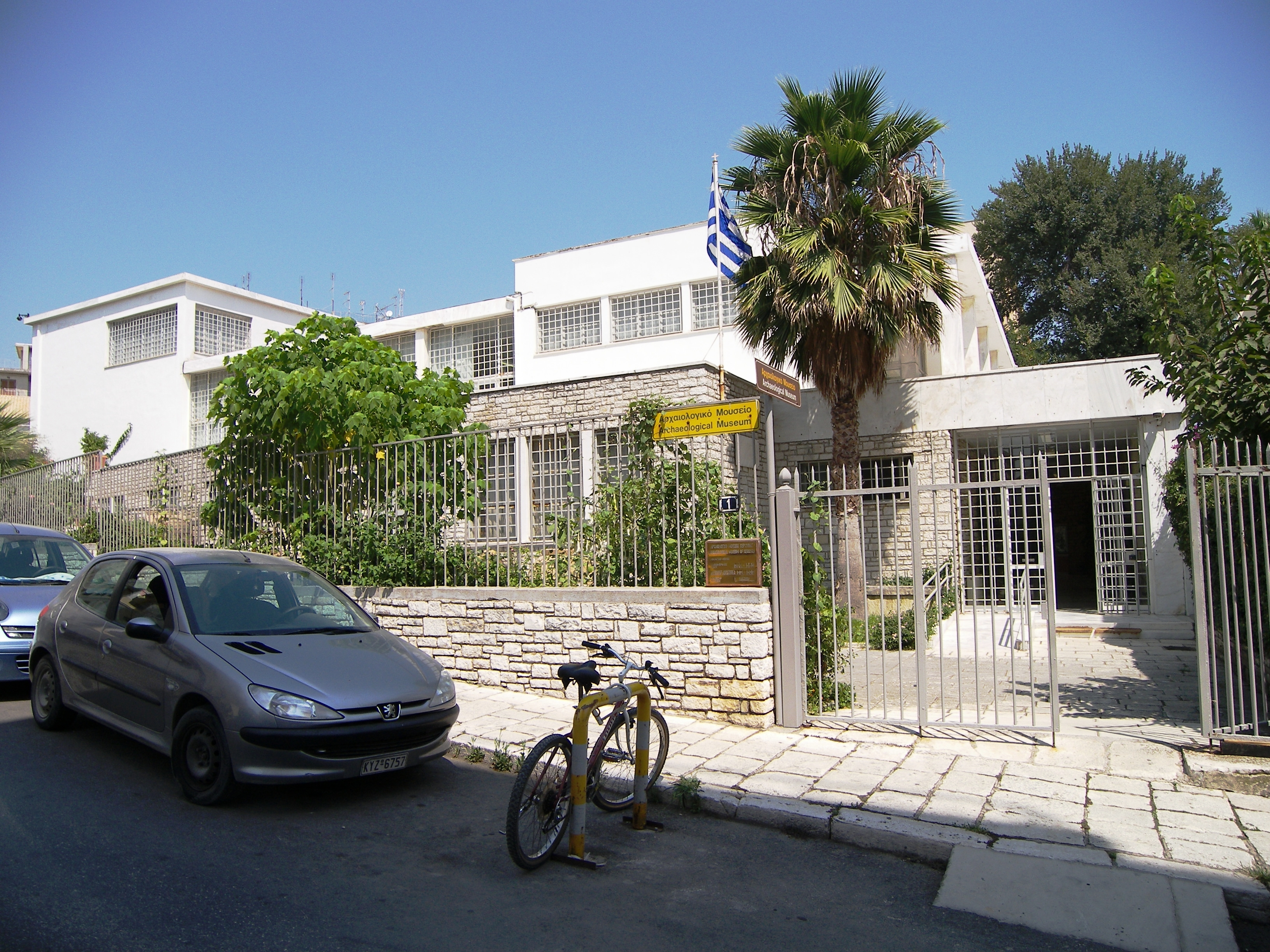
Археологический музей

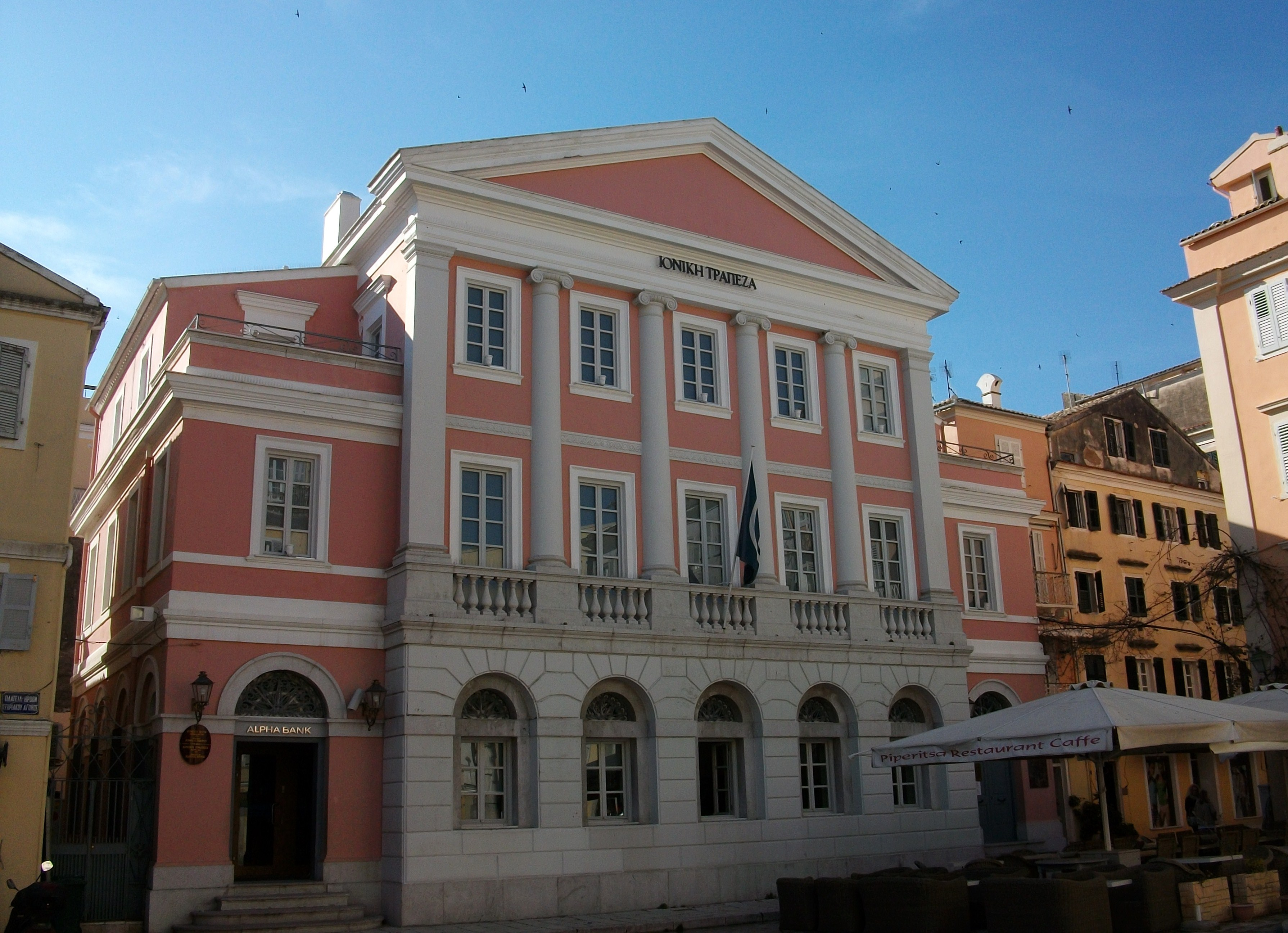
Музей банкнот
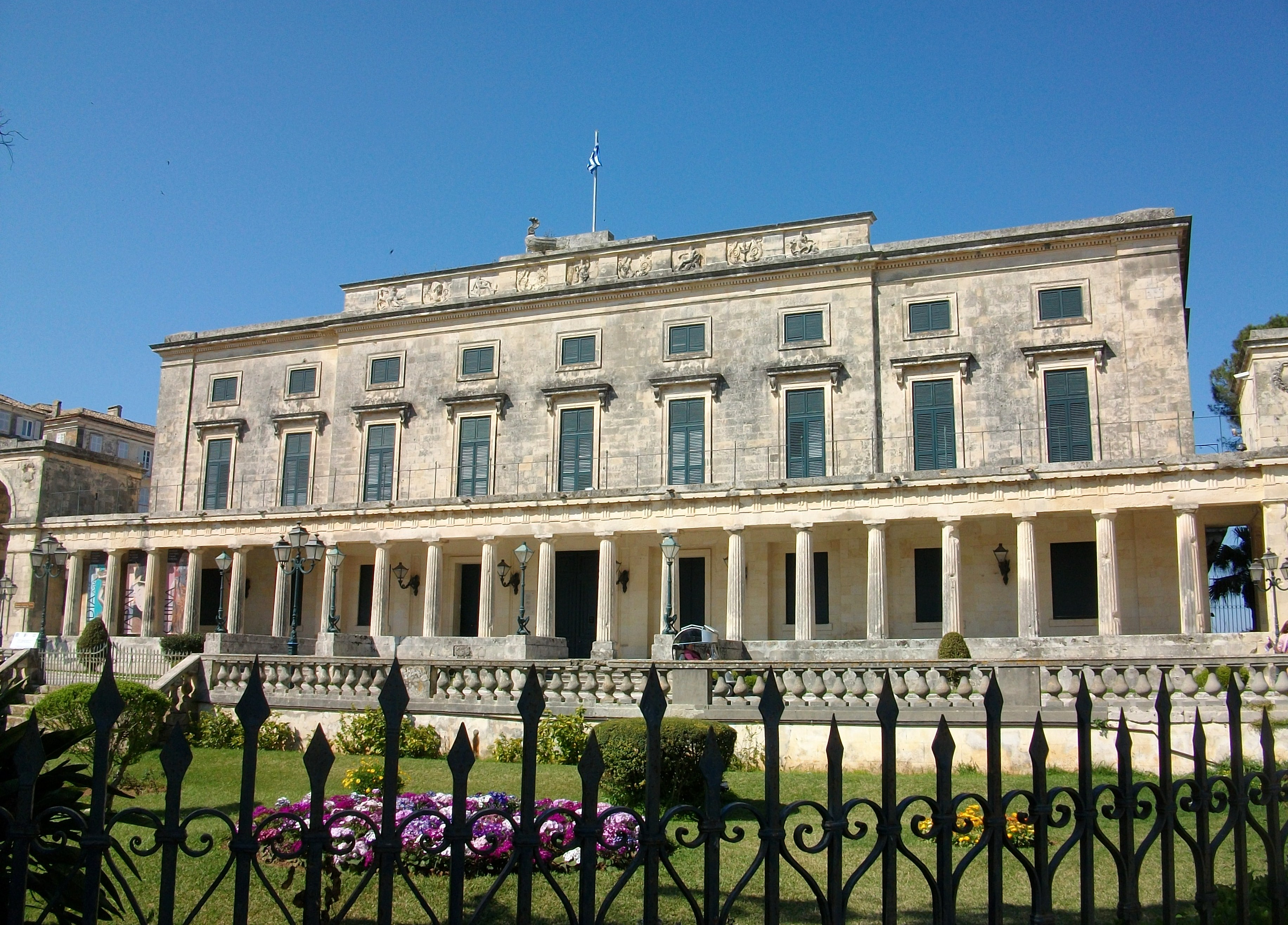
Дворец свв. Михаила и Георгия
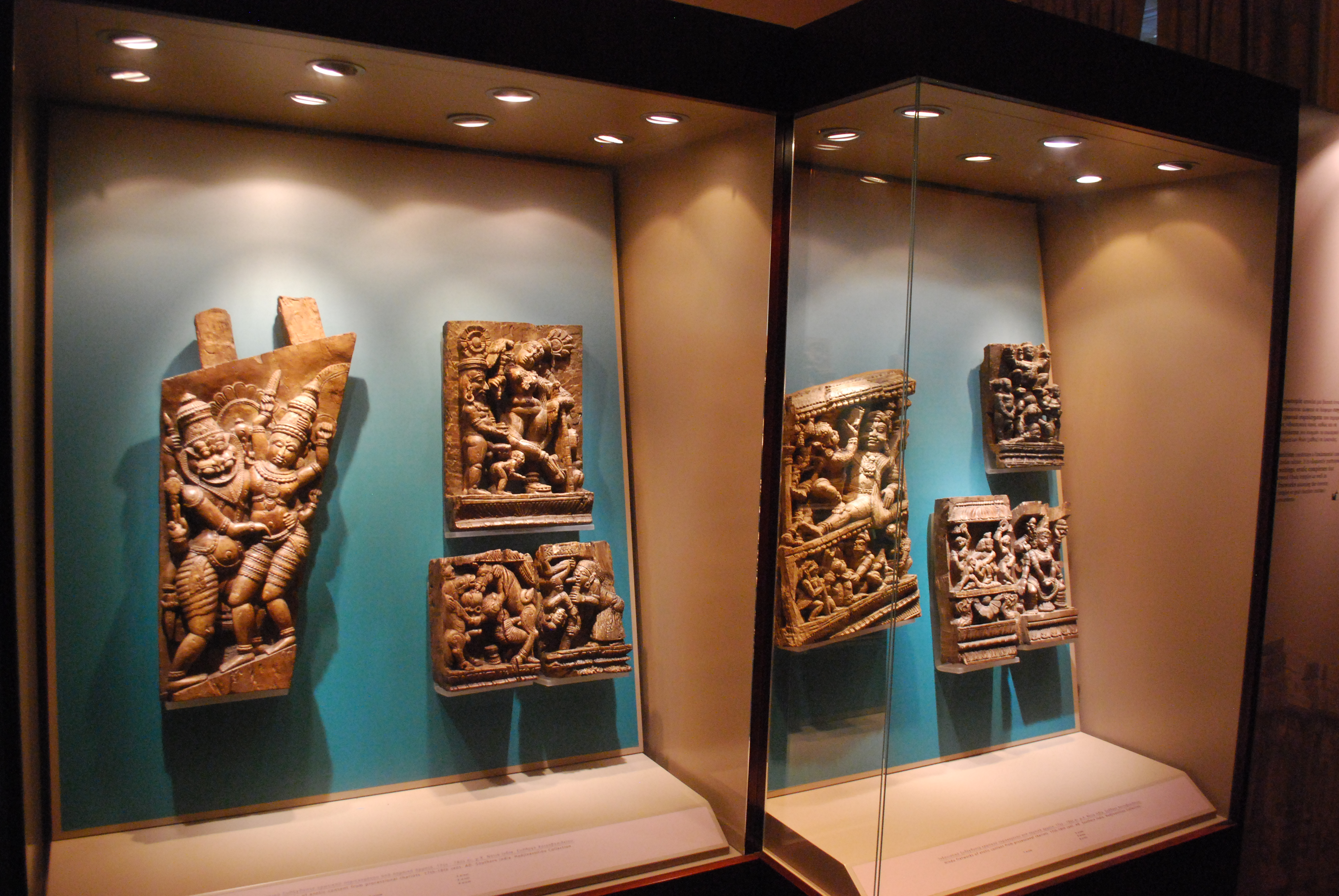
Азиатский музей
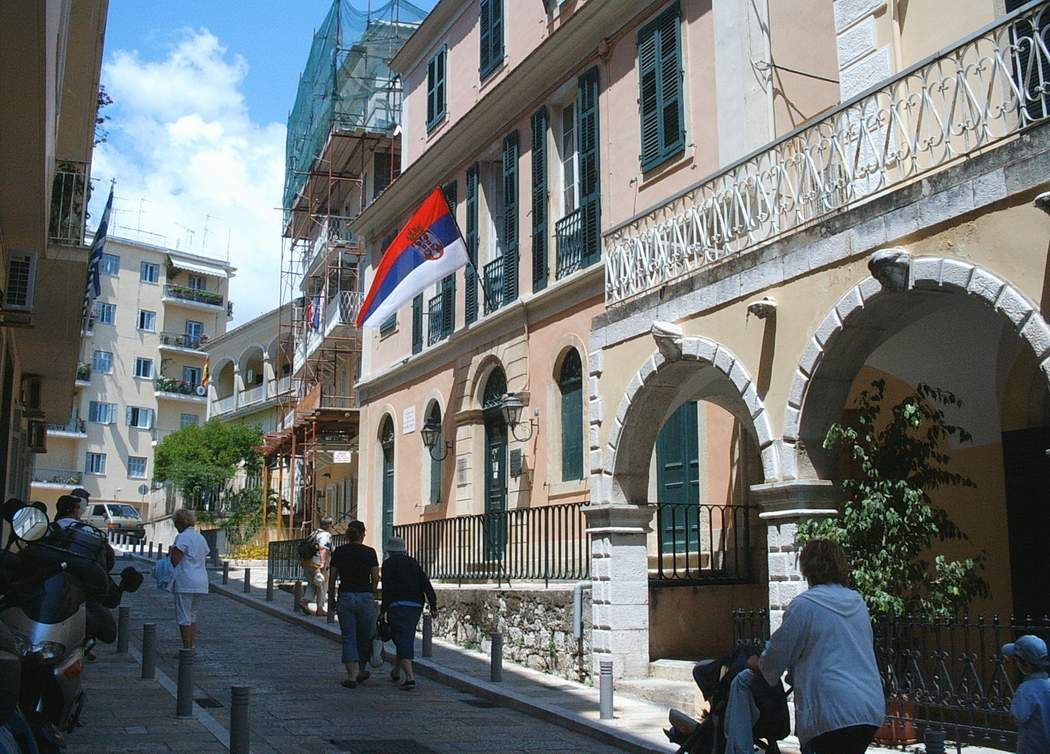
Сербский музей

- Гимназия (с 1823 по 1865 года — университет)
- Реальное училище
- Театр
- В окрестностях города находится выполненная в древнегреческом стиле вилла австрийской императрицы Елизаветы Баварской. На её территории также находятся храм в память Гейне с его статуей (датский скульптор Л. Хассельрис) и великолепный парк со статуей умирающего Ахилла.
- Руины дорического храма Артемиды (начало VI века до н. э).
- Венецианская Эспланада

## Спорт
В городе базируется футбольный клуб «Керкира».

## Города-побратимы
- Крушевац, Сербия (19.10.1985)[9]
- Пафос, Кипр (5.7.1992)[9]
- Фамагуста, Кипр (13.8.1994)[9]
- Майсен, Германия (26.9.1996)[9]
- Тросдорф, Германия (4.10.1996)[9]
- Ассия, Кипр (3.5.1998)[9]
- Бриндизи, Италия (21.5.1998)[9]
- Самос Греция (29.7.1998)[9]
- Каровиньо, Италия (7.5.2000)[9]
- Верона, Италия (август 2000)[9]
- Копер, Словения (7.12.2000)[9]
- Саранда, Албания (12.7.2001)[9]
- Треметусия, Кипр (9.12.2001)[9]
- Янина, Греция (21.12.2002)[9]

## Галерея

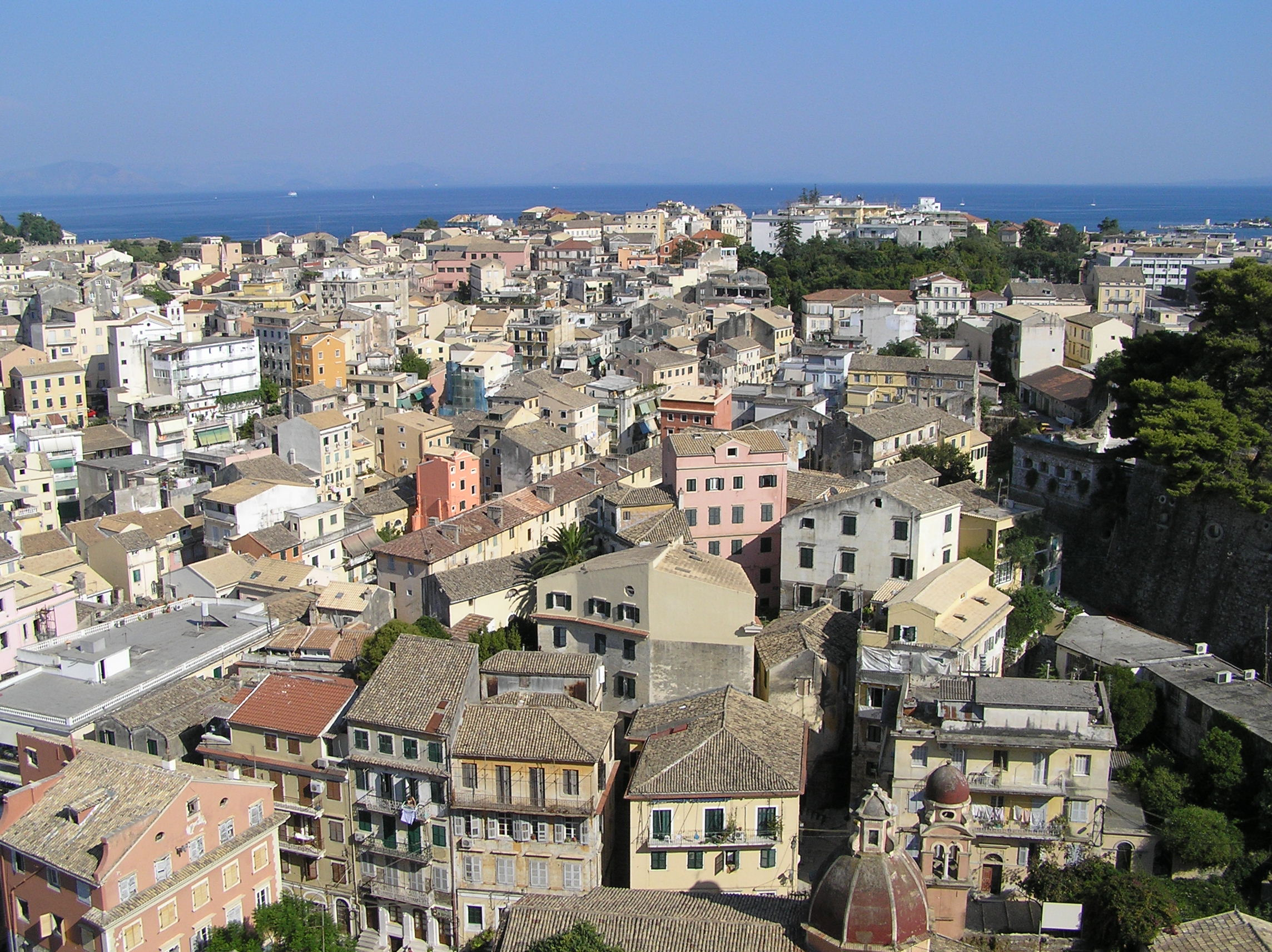
Вид на город из Новой крепости
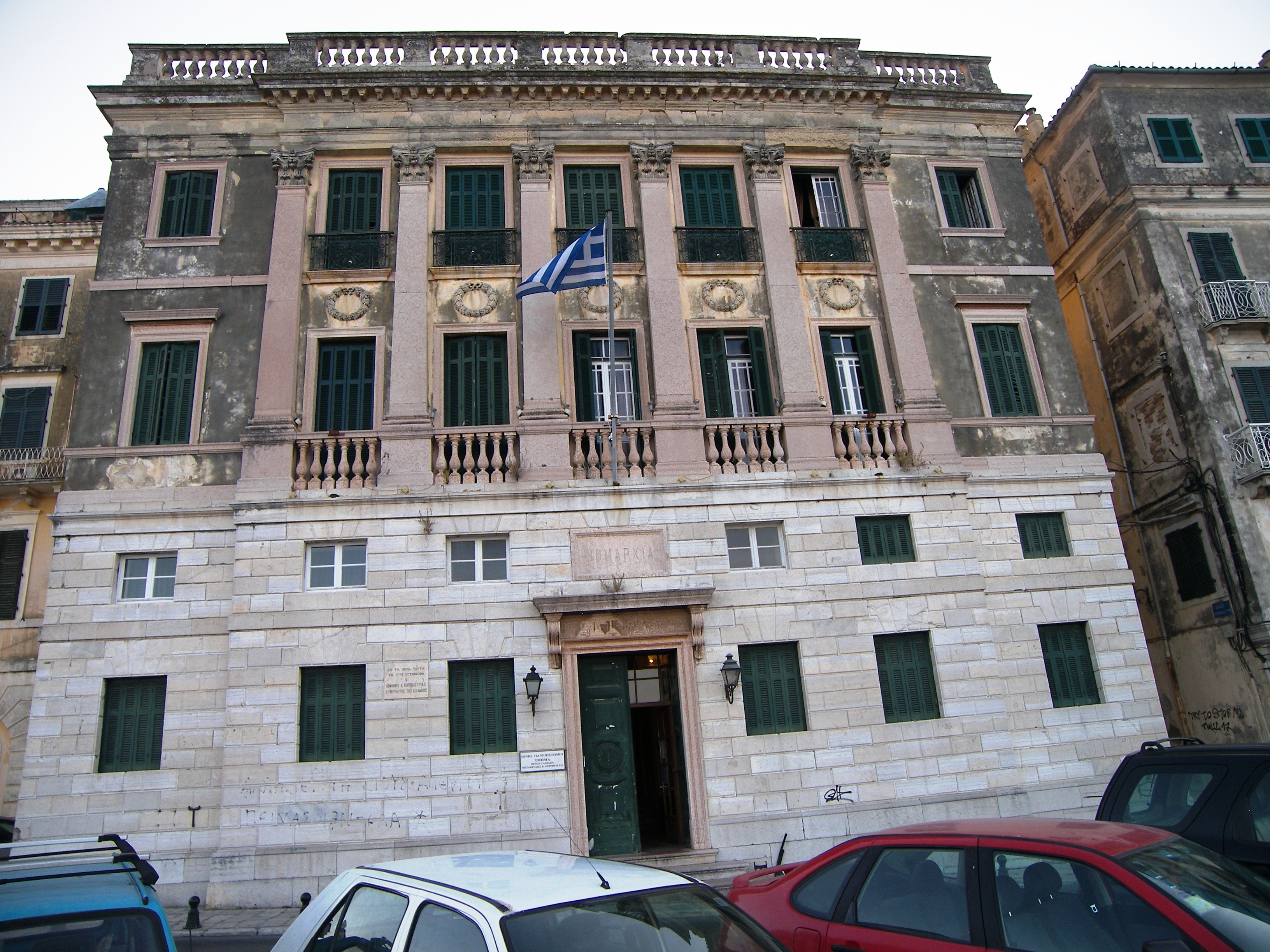
Дом Иоанна Каподистрии. В настоящее время — Департамент по переводам Ионического университета
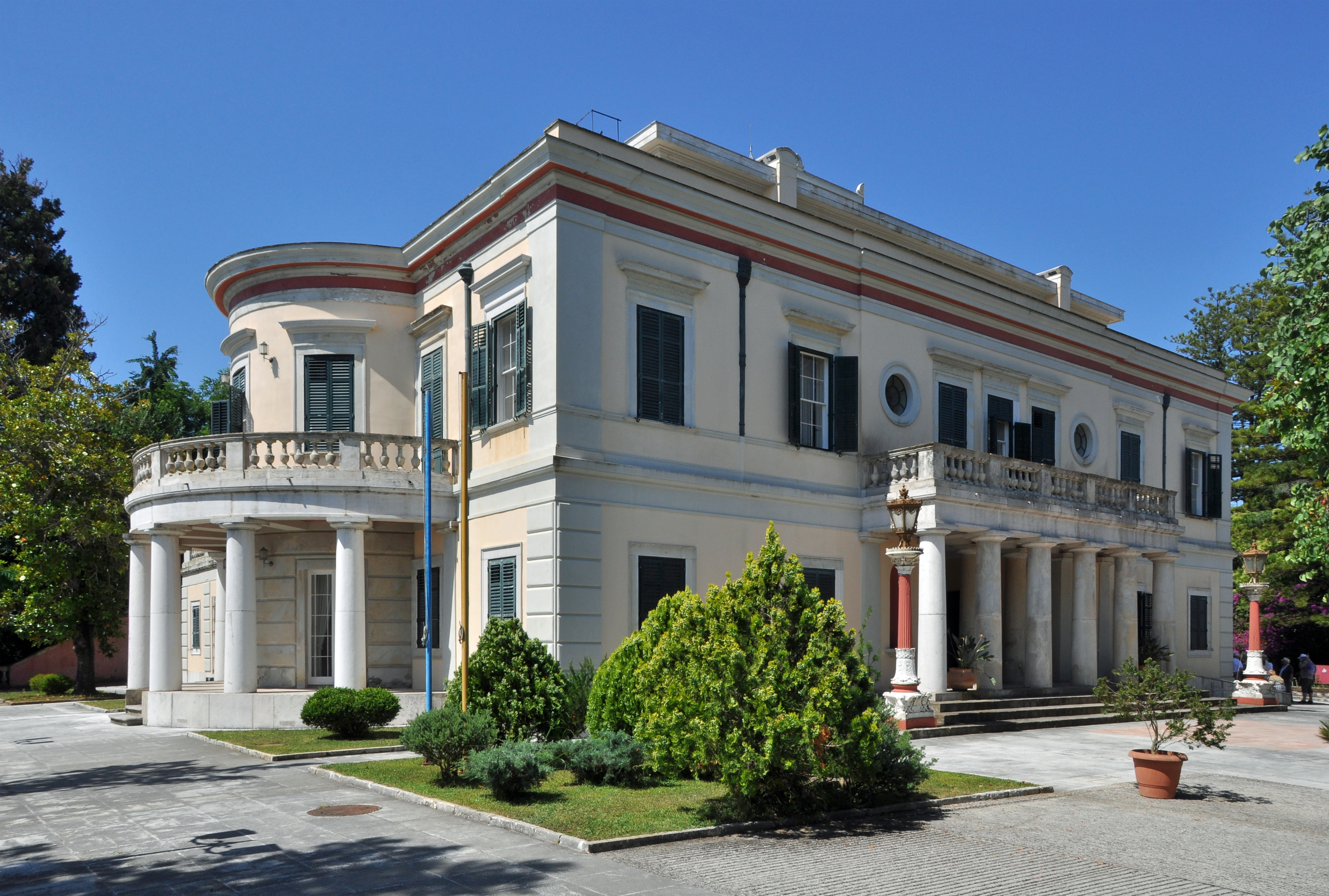
Мон Репо
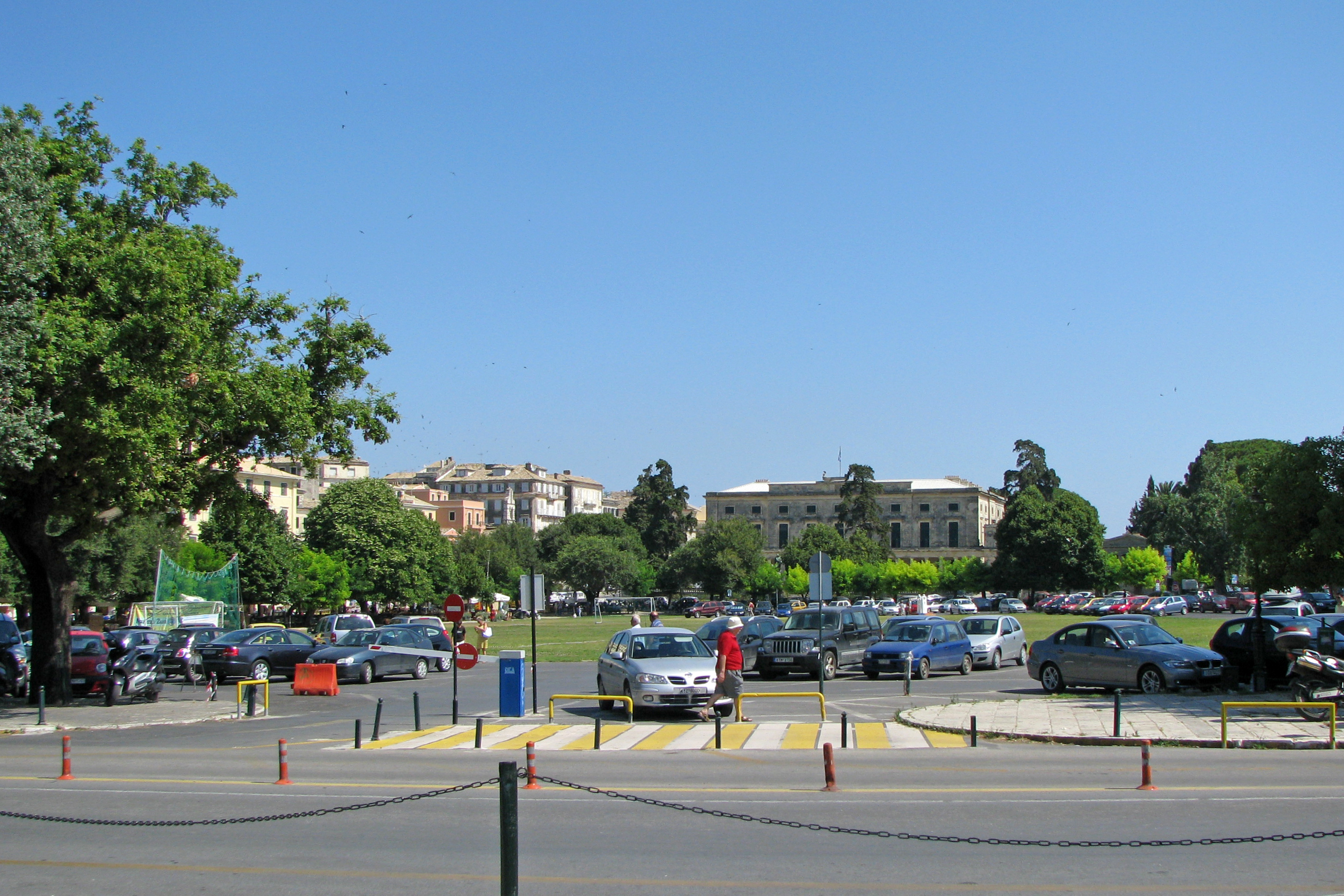
Площадь Спианада[англ.]
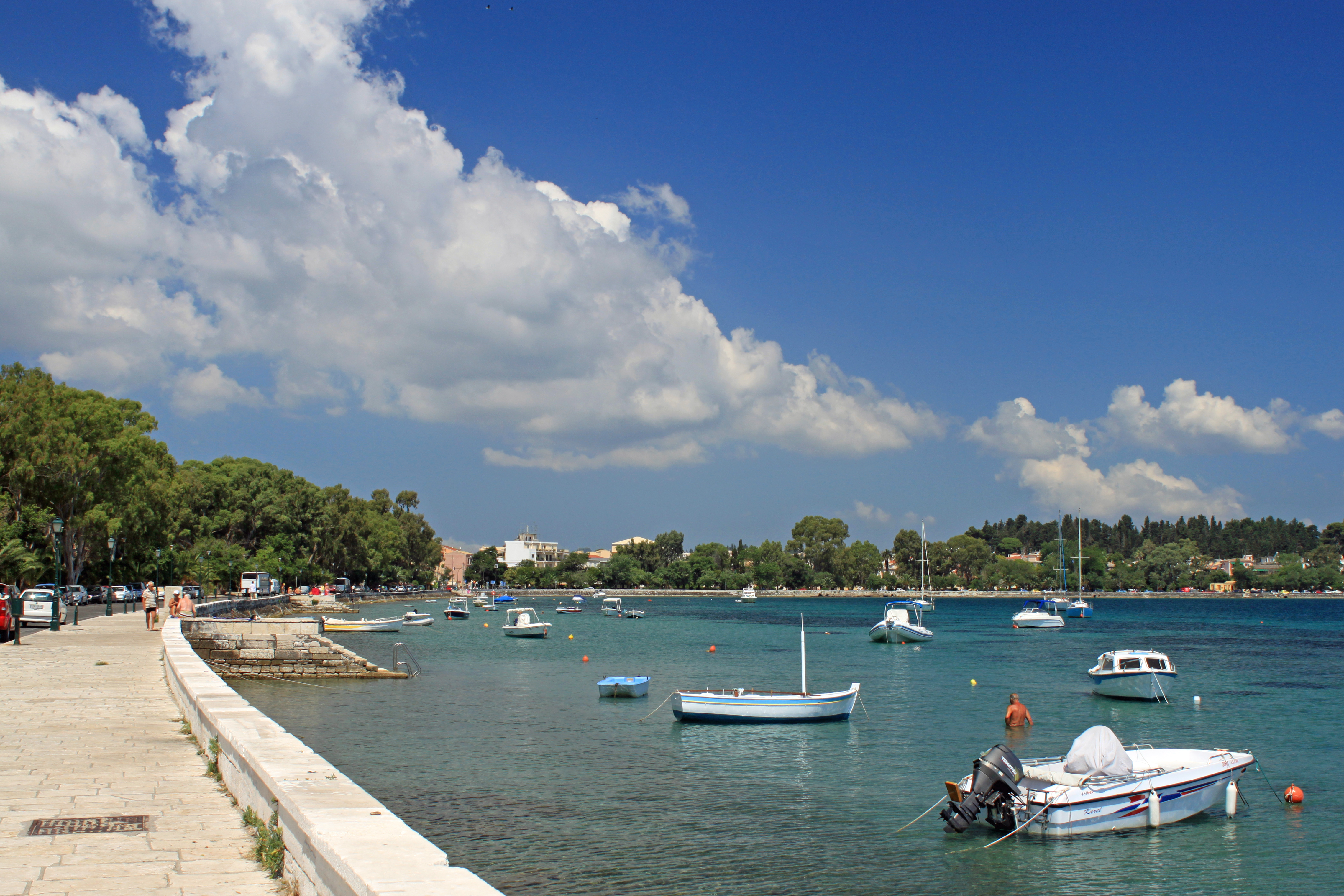
Набережная
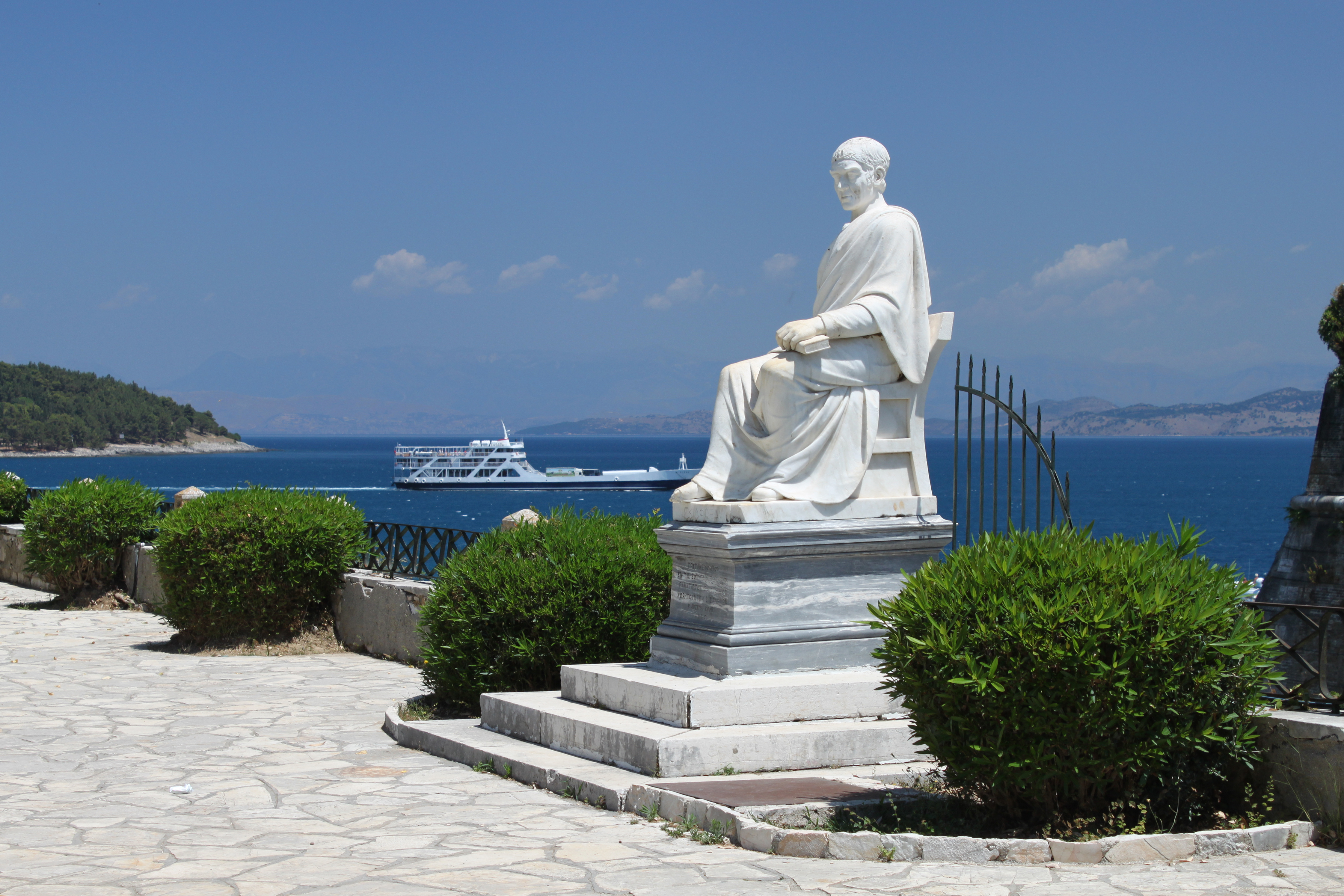
Ботанический парк
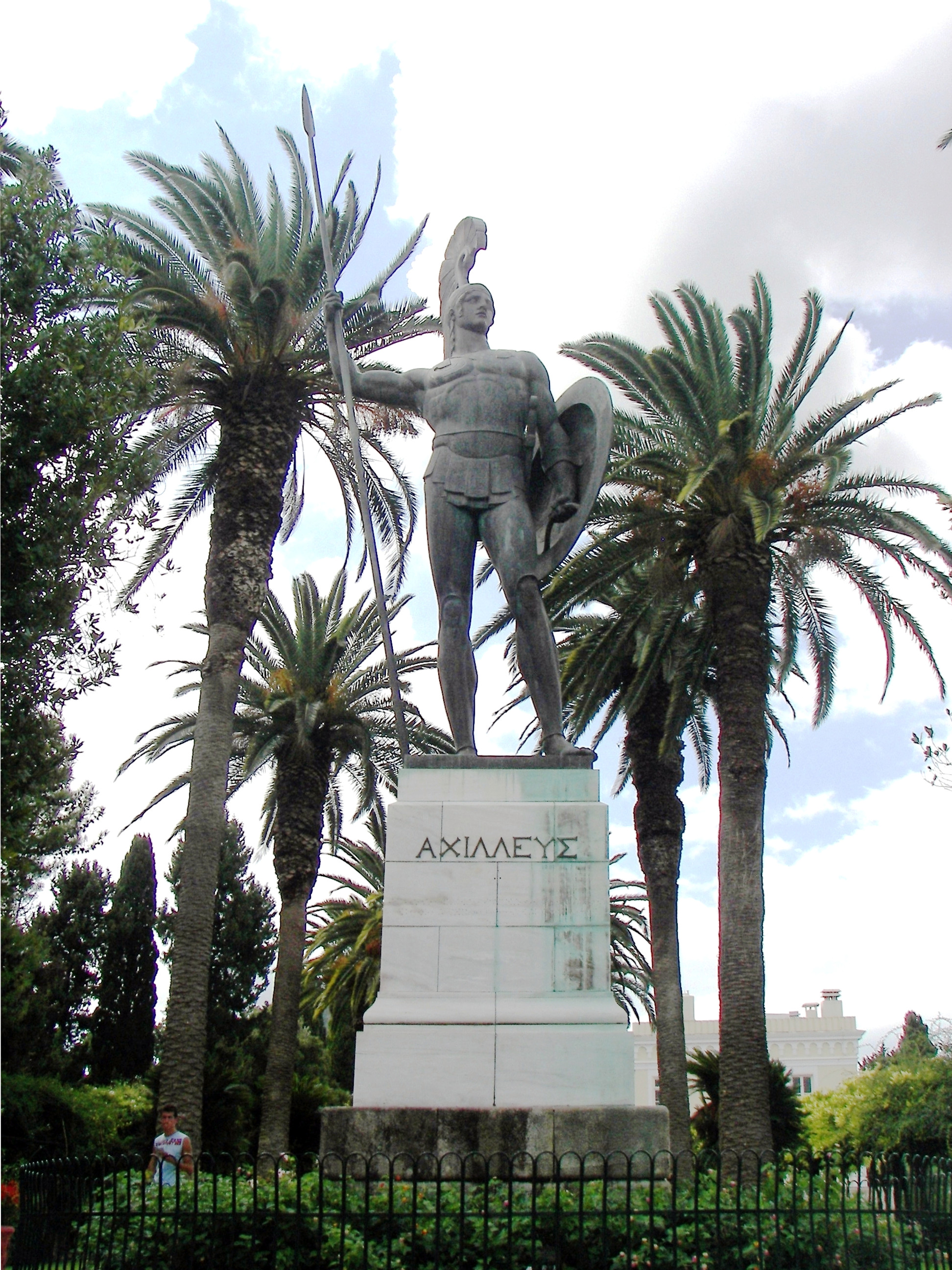
Ахиллес как страж дворца в садах Ахиллиона